# Коллетти, Лючио
Лючио Коллетти (итал. Lucio Colletti; 8 декабря 1924, Рим — 3 ноября 2001, Вентурина-Терме) — итальянский философ и политический деятель. Один из немногих итальянских философов, получивших мировое признание. Изначально придерживался марксизма, но впоследствии от него отошёл в сторону либерализма.

## Биография
Родился в Риме в семье банковского служащего. Во время Второй мировой войны сражался в партизанском отряде антифашистской Партии действия. Учился в Университете Мессины, затем поступил в Римский университет, где стал студентом у Гальвано делла Вольпе и изучал литературу, философию и историю философии. 
После самороспуска Партии действия под влиянием учителя и чтения трудов Ленина в 1949 году присоединился к Итальянской коммунистической партии. После подавления венгерского восстания 1956 года был инициатором обращения 101 коммунистического интеллектуала, осудивших в открытом письме Компартию за отказ дистанцироваться от действий СССР, однако не стал покидать ИКП вплоть до 1960-х годов, когда обострились споры вокруг партийной политики в сфере культуры.
В 1958 году был включён в состав расширенной редколлегии теоретического журнала ИКП «Сосьета». Два года спустя после закрытия журнала в 1962 году после острой политико-философской полемики покинул ряды партии, поскольку считал, что она не смогла пройти процесс демократизации и отказаться от сталинистского прошлого, являющегося «явно правым направлением». В 1966—1968 годах совместно с Сильверио Корвизьери и Августо Иллюминати издавал журнал «Синистра» («La Sinistra»), являвшийся дискуссионной площадкой для троцкистов, геваристов и других альтернативных левых.
Наиболее известным вкладом Коллетти в марксистскую философию было отрицание гегельянских истоков марксизма в книге «Гегель и марксизм» (1969). Считая Г. В. Ф. Гегеля «интуитивным христианским философом», в своих трудах возвращающимся к докантианской метафизике, отрицал возможность материалистической интерпретации гегелевской диалектики и в качестве предшественников марксизма называл эпистемологию Иммануила Канта и социальную философию Жан-Жака Руссо. Так, по мнению Коллетти, «говоря о независимости объективного мира от всех концепций познавания его, Кант предвосхитил материалистический тезис о несводимости бытия к мышлению».
В 1960-х годах Коллетти вёл полемику преимущественно против Франкфуртской школы и Герберта Маркузе в частности, но сам стал мишенью критики Луи Альтюссера, относившего его к критикуемой им «гегельянской традиции» в неомарксизме. В 1974 году дал интервью Перри Андерсону для «New Left Review», получившее международную известность. В 1974—1978 годах покинул Италию и жил в Швейцарии.
С середины 1970-х годов происходит поправение взглядов Коллетти, он разочаровывается в марксизме, считая, что тот стал не более, чем досугом университетских профессоров, и после публикации «Заката идеологии» в 1980 году переходит на позиции «рыночного социализма». Вначале он активно поддерживал лидера Итальянской социалистической партии Беттино Кракси, а с 1996 года избирался в итальянский парламент по спискам правой партии Сильвио Берлускони «Вперёд, Италия». Несмотря на то, что Коллетти при этом неоднократно подвергал критике действия партии и её правительства (в частности, жестокое подавление альтерглобалистских протестов против саммита «Большой восьмёрки» в Генуе, имевшее следствием убийство Карло Джулиани), Берлускони посмертно отмечал его «храбрость отказаться от коммунизма».

## Сочинения
- Общество и идеология (Ideologia e società, 1969).
- Марксизм и Гегель. Диалектический материализм и иррационализм (Il marxismo e Hegel: Materialismo dialettico e irrazionalismo, 1969).
- Политико-философское интервью (Intervista politico-filosofica, 1974).
- О «Философских тетрадях» Ленина (Sui Quaderni filosofici di Lenin, 1976).
- Марксизм и «крах» капитализма (Il marxismo e il "crollo" del capitalismo, 1977).
- Между марксизмом и немарксизмом (Tra marxismo e no, 1979).
- Упадок идеологии (Tramonto dell'ideologia, 1980).
- Философские политические страницы (Pagine di filosofia e politica), 1986).
- Логика Кроче (La logica di Benedetto Croce, 1993).
- Цель философии и другие очерки (Fine della filosofia e altri saggi, 1996).
- «Государство и революция» Ленина

## Критика
- Ильенков Э. Вершина, конец и новая жизнь диалектики